# Ingemar Hedberg
Ingemar Harald Robert Hedberg (* 8. März 1920 in Örebro; † 19. Mai 2019 in Stockholm) war ein schwedischer Kanute.

## Erfolge
Ingemar Hedberg nahm im Zweier-Kajak mit Lars Glassér an den Olympischen Spielen 1952 in Helsinki teil. Auf der 1000-Meter-Strecke gelang ihnen im Vorlauf ein Sieg und qualifizierten sich dadurch für den Endlauf. In diesem überquerten sie zeitgleich mit den Finnen Yrjö Hietanen und Kurt Wires die Ziellinie. Nach Auswertung des Zielfotos gewannen die Finnen Gold, während Hedberg und Glassér die Silbermedaille erhielten.
Bereits zwei Jahre zuvor war Hedberg und Glassér bei den Weltmeisterschaften in Kopenhagen der Titelgewinn im Zweier-Kajak über 500 und auch über 1000 Meter gelungen. Hedberg sicherte sich außerdem in der 4-mal-500-Meter-Staffel im Einer-Kajak den Titel.
Zwischen 1952 und 1954 beendete Hedberg seine Karriere.